# Юнг, Гидеон
Гидеон Юнг (нем. Gideon Jung, 12 сентября 1994 года, Дюссельдорф) — немецкий футболист, полузащитник.

## Карьера

### Клубы
Профессиональную карьеру начал в клубе «Рот-Вайсс» из Оберхаузена. Дебютный матч провёл 13 сентября 2013 года в чемпионате Региональной лиги. В сезоне 2013/14 сыграл за клуб в 22-х матчах после чего перешёл в «Гамбург».
Сезон 2014/15 провёл во второй команде «Гамбурга», сыграв в 23-х матчах. В основной команде впервые сыграл в первом туре чемпионата 2015/16 против «Баварии».
В сезоне 2016/17 годов провёл за «Гамбург» 29 игр. В сезоне 2017/18 годов провёл за «Гамбург» 30 игр, в которых забил 1 гол.
К сезону 2021/22 перешёл в Гройтер Фюрт. 26-летний футболист подписал контракт до 30.06.2023.

### Сборная
Вызывался в молодёжную сборную Хорстом Хрубешем в 2015 году и Штефаном Кунцем в 2016. Оба раза не смог выйти на поле из-за травм.
В 2017 году вошёл в состав сборной на молодёжный чемпионат Европы, на котором сборная Германии выиграла золотые медали.